# شیطان سفید
شیطان سفید فیلمی به کارگردانی و نویسندگی احمد صفایی محصول سال ۱۳۴۴ است.

## بازیگران
- آذر حکمت شعار
- علی آزاد
- پرخیده
- عزیزه
- اکبر هاشمی
- نرگس
- علی عسگری
- مصطفی بسیجی
- حبیب
- محمد نصیری
- ملک پور
- رضا عرب‌زاده
- خوشبین
- رضا بانکی